# تقی خان معمارباشی
تقی خان معمارباشی، معمار دوره قاجار و در اواخر دوران محمدشاه و اوایل دوره ناصرالدین‌شاه رئیس امور ساختمانی دربار بود. از آثار تقی‌خان ساختمان قدیمی مدرسه دارالفنون است که طراحی و ساخت آن را با همکاری میرزا رضا مهندس انجام داد. تقی‌خان پدر منیرالسلطنه یکی از همسران محبوب ناصرالدین‌شاه بود.